# Motorola DynaTAC 8000X
Motorola DynaTAC 8000X var den første mobiltelefon. Den blev udviklet af Dr. Martin Cooper, som arbejdede for Motorola, og var klar som prototype i 1973, men kom først på markedet i 1983. Den fik da øgenavnet 'murstenen'. Telefonen vejede 800 gram og var 25 centimeter høj. 
Den havde batterikapacitet til 1 times taletid og 8 timers standbytid.
| Telefon | Spire Denne artikel om (mobil-)telefoner og telefoni er en spire som bør udbygges. Du er velkommen til at hjælpe Wikipedia ved at udvide den. |